# Victor Olaotan
Victor Olaotan (Lagos, 17 de febrero de 1952-Turquía, 26 de agosto de 2021) fue un actor nigeriano.

## Biografía
Nacido en Lagos en 1952, inició su carrera como actor cuando ingresó en el grupo de teatro de la Universidad de Ibadán, donde conoció a otros artistas como Wole Soyinka y Jimi Solanke, entre otros. En 1978 viajó a los Estados Unidos pero regresó a su país natal en 2002 para continuar su carrera en la actuación. Obtuvo popularidad en 2013 tras su participación en la popular serie de televisión nigeriana Tinsel, la cual empezó a transmitirse en agosto de 2008.
En octubre de 2016 el actor se vio envuelto en un accidente de tránsito, sufriendo complejas lesiones que lo obligaron a usar una silla de ruedas. Falleció el 26 de agosto de 2021 a los 69 años debido a una lesión cerebral provocada por el mencionado accidente.

## Filmografía destacada

### Televisión
- 2012 - Tinsel

### Cine
- 2013 - Towo Tomo
- 2015 - Fifty
- 2016 - Hello
- 2017 - Lotanna
- 2017 - Alter Ego
- 2018 - Voiceless Scream